# سید ابوالحسن انگجی
سید ابوالحسن انگجی (زاده ۱۲۸۲ قمری تبریز – درگذشته ۱۳۵۷ تبریز) از علمای بزرگ آذربایجان و مراجع تقلید شیعیان بود.

## زندگی‌نامه
سید ابوالحسن انگجی فرزند میرزا محمدآقا (از سادات حسینی) در سال ۱۲۸۲ هجری قمری در انگج یکی از محلات تبریز به دنیا آمد. وی در سال ۱۳۰۴ هجری قمری برای ادامه تحصیلات به نجف رفت و در درس شیخ محمدحسن مامقانی، فاضل ایروانی و میرزا حبیب‌الله رشتی شرکت کرد و در فقه و اصول به درجه اجتهاد رسید.
سپس بعد از نزدیک شش سال اقامت در نجف به تبریز مراجعت کرد و تا آخر عمر به تدریس مشغول شد. شیخ محمد خیابانی، محمدحسین طباطبایی، عبدالحسین غروی، اسدالله مدنی، قاضی طباطبایی از شاگردان وی بودند.
او در جریان قیام مشروطه نیز فعال بود. در دوره دوم مجلس شورای ملی که از آخوند خراسانی مرجع بزرگ وقت خواسته شد بیست عالم طراز اول را معرفی کند تا مجلس در چارچوب اصل دوم متمم قانون اساسی، پنج نفر را برای نظارت شرعی بر مصوبات خود برگزیند، یکی از علمائی که در این فهرست بیست نفره معرفی شد میرزا ابوالحسن انگجی بود. وی البته جزو منتخبان اولیه نبود اما با فوت حاج میرزا زین‌العابدین قمی و در حالی که جایگاه یکی از علمای پنجگانه به سبب استعفای منتخبان قبلی تا بیش از یک سال خالی مانده بود، میرزا ابوالحسن در ششم بهمن ۱۲۸۹ خورشیدی با قرعه کشی در مجلس انتخاب شد. 

### درگذشت
وی در ۱۸ ذیقعده ۱۳۵۷ هجری قمری درگذشت و در مقبره خانوادگی در محله گجیل تبریز دفن شد.

## آثار
رساله‌هایی در موضوعات مختلف فقه همچون:
- کتاب ازاحة الالتباس عن حکم المشکوک فیه من اللباس
- رساله سؤال و جواب
- کتاب الحج [۵]
- حاشیه‌ای بر رسائل و مکاسب[۶]